# Michael Yano
Michael Yano (22 januari 1979) is een voormalig Japans voetballer.

## Carrière
Michael Yano speelde tussen 1997 en 2001 voor Vissel Kobe, Mito HollyHock en Sagan Tosu.

## Statistieken
| Japan   | Japan          | Japan       | League | League | Emperor's Cup | Emperor's Cup | J-League Cup | J-League Cup | Totaal | Totaal |
| Seizoen | Club           | League      | Wed.   | Goals  | Wed.          | Goals         | Wed.         | Goals        | Wed.   | Goals  |
| ------- | -------------- | ----------- | ------ | ------ | ------------- | ------------- | ------------ | ------------ | ------ | ------ |
| 1997    | Vissel Kobe    | J. League 1 | 10     | 1      | 1             | 0             | 0            | 0            | 11     | 1      |
| 1998    | Vissel Kobe    | J. League 1 | 3      | 0      |               |               |              |              | 3      | 0      |
| 2000    | Mito HollyHock | J. League 2 | 13     | 0      |               |               |              |              | 13     | 0      |
| 2001    | Sagan Tosu     | J. League 2 | 20     | 2      |               |               |              |              | 20     | 2      |
| Totaal  | Totaal         | Totaal      | 46     | 3      | 1             | 0             | 0            | 0            | 47     | 3      |